# 雷阿尔城区
雷阿爾城區 （葡萄牙語：Distrito de Vila Real，葡萄牙語：[ˈvilɐ riˈaw] ⓘ）是葡萄牙北部的一個區。面積4,328平方公里，人口223,731人 （2001年）。首府雷阿爾城，下分14市镇。